# Donaulimes
Als Donaulimes bezeichnet man den Teil der römischen Militärgrenze entlang der Donau im heutigen Deutschland, Österreich, der Slowakei, in Ungarn, Serbien, Bulgarien und Rumänien.

## Geschichte
Kaiser Augustus hat durch seine nordwärts gerichtete Expansionspolitik, von Italien, der Adriaküste und Mazedonien ausgehend, im Laufe seiner Amtszeit (30 v. Chr. bis 14 n. Chr.) das gesamte Gebiet des Donaulimes (Südufer) zur Nordgrenze des Römischen Reiches erklären können.
Dies geschah durch Eroberungen und Verhandlungen in der folgenden Reihenfolge:
- Moesia 29 v. Chr.
- Noricum 16 v. Chr.
- Raetia 15 v. Chr.
- Pannonia 10 n. Chr.

Spätere Veränderungen erfolgten im oberen Bereich durch den Gewinn von Agri decumates zwischen Rhein und Donau (86 n. Chr.) sowie am Unterlauf der Donau durch die Besetzung Dakiens nördlich von Moesien (107 n. Chr.). Hier mussten sich die Römer allerdings im Jahr 280 n. Chr. wieder zurückziehen.

## Beschreibung
Die Grenzbefestigung bestand aus zahlreichen Wachtürmen, Legionslagern und Kastellen. Aufgrund ihres versumpften und verästelten Ufers war die Donau nur mit Schwierigkeiten zu überwinden. Daher wurde anders als entlang des in Deutschland verlaufenden Obergermanisch-Rätischen Limes kein Grenzwall angelegt. Die Lager wurden Mitte des 1. Jahrhunderts errichtet. Später wurden unter Trajan die Lager, die ursprünglich nur mit Erdwällen umgeben waren, auch mit Steinmauern umgeben.
Entlang des Limes wurde eine Straße angelegt, welche die Stationen, Kastelle und Festungen bis zum Donaudelta verband, der Donauweg (lateinisch Via Istrum).
Die Römer nutzten die Donau auch zur zivilen und militärischen Schifffahrt, sodass einzelne Standorte als Flottenkastelle für die römische Donauflotte Classis Pannonica bezeichnet werden.

## Unterteilungen
Bedingt durch die Länge dieser Grenze wird der Donaulimes oft noch in folgende Bereiche unterteilt:
- Obergermanisch-Raetischer Limes, wobei nur Teile entlang der Donau zum Donaulimes gezählt werden
- Norischer Limes
- Pannonischer Limes (entsprechend Ober-, Unterpannonien)
- Mösischer Limes oder auch
- Dakischer Limes (ab der Aufgabe Dakiens nördlich der Donau durch Aurelian)

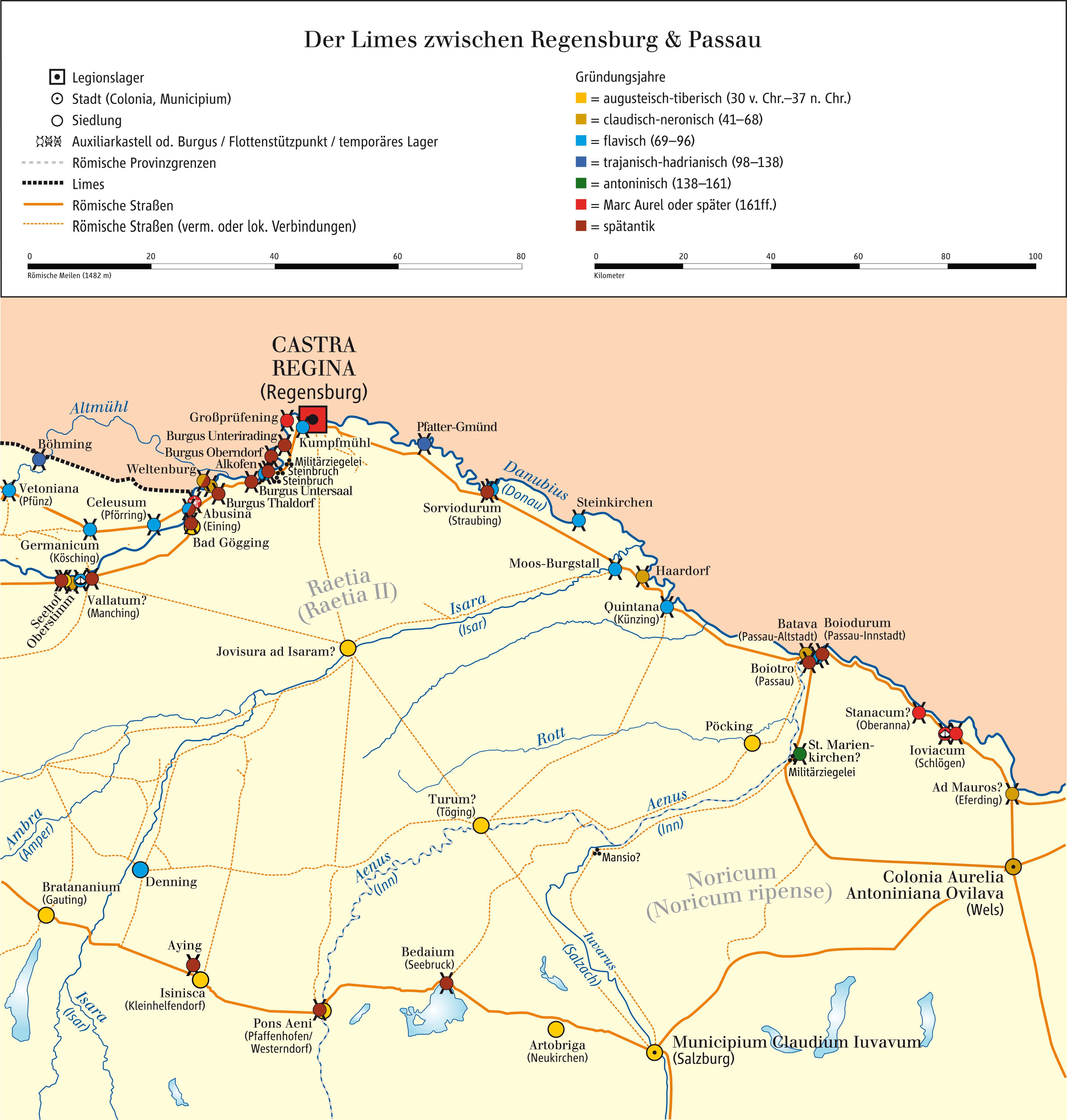
Der Rätische Donaulimes zwischen Regensburg und Passau
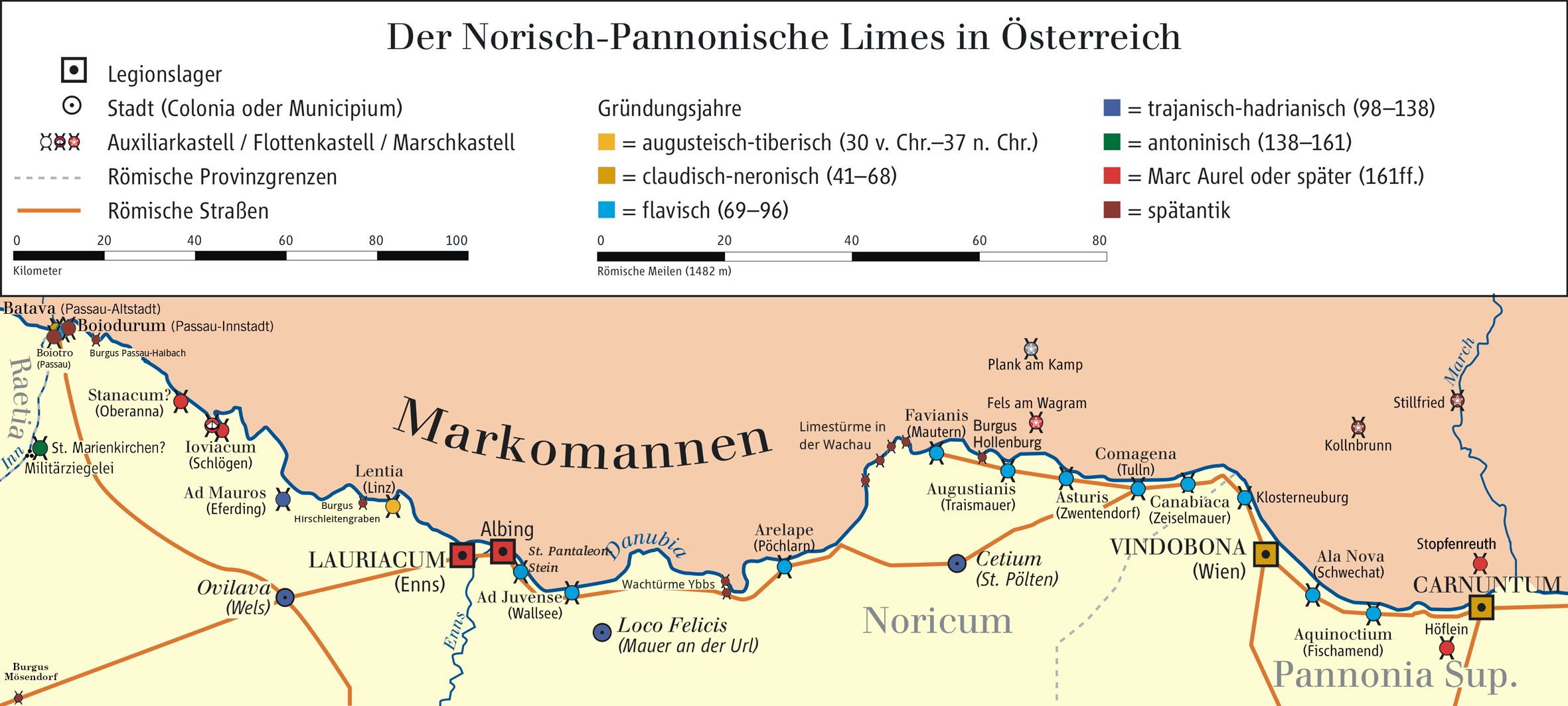
Der Norisch-Pannonische Limes im heutigen Österreich
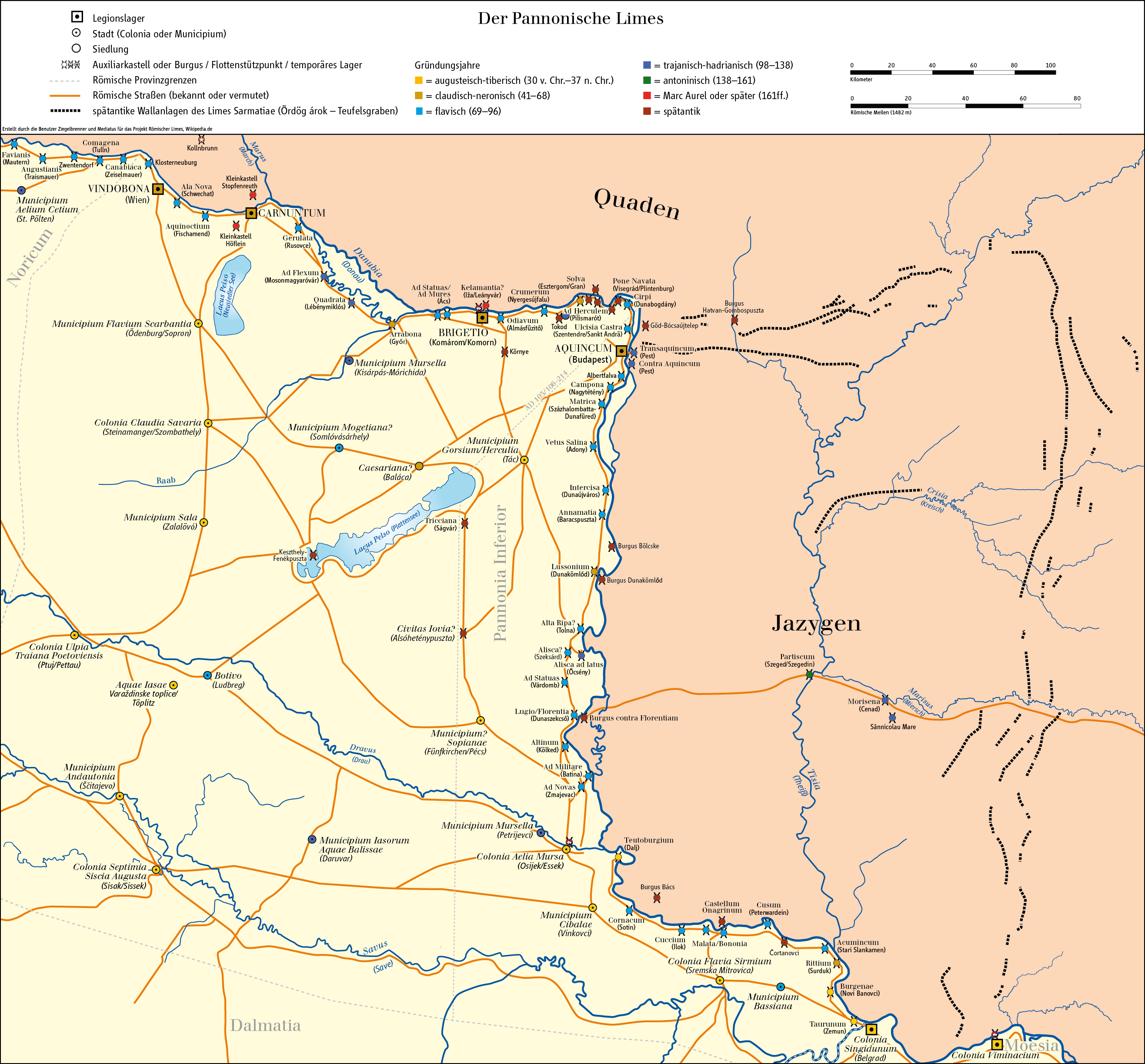
Der Pannonische Limes im heutigen Ungarn
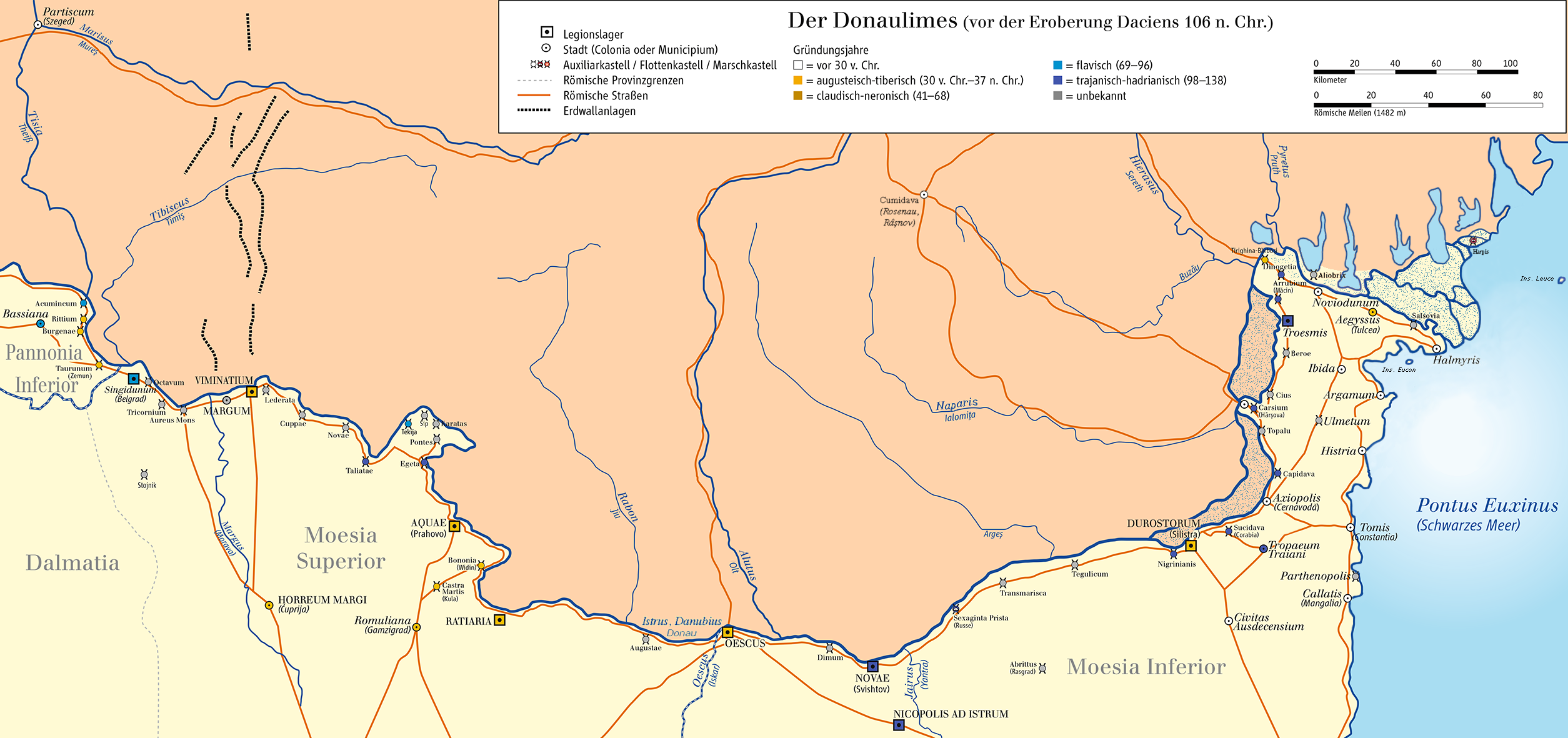
Der Mösische Limes im heutigen Bulgarien und Rumänien

## Obergermanisch-Raetischer Limes
Dieser Teil der ehemaligen Außengrenze des Römischen Reichs zwischen Rhein und Donau verläuft vom Rheinufer bei Rheinbrohl in Rheinland-Pfalz über Hessen und Baden-Württemberg bis nach Passau an der Donau. Der Donaulimes beginnt im Westen mit dem Kastell Abusina an der Abens (etwa 500 Meter vor deren Mündung in die Donau) in Neustadt an der Donau in Bayern. Hier war auch ein Vexillationslager angesiedelt. Das UNESCO-Welterbe Donaulimes enthält noch einen Ort westlich davon, die römischen Thermen in Bad Gögging. Das erste Truppenlager ist das Vexillationslager in Eining-Unterfeld. Kastelle und Türme schützten die Grenze am weiteren Flusslauf stromabwärts, mit Konzentrationen beim Legionslager Castra Regina (Regensburg), bei Straubing und bei Passau.
Siehe auch: Liste der Kastelle am Obergermanisch-Raetischen Limes - Donaulinie

## Limes in Noricum

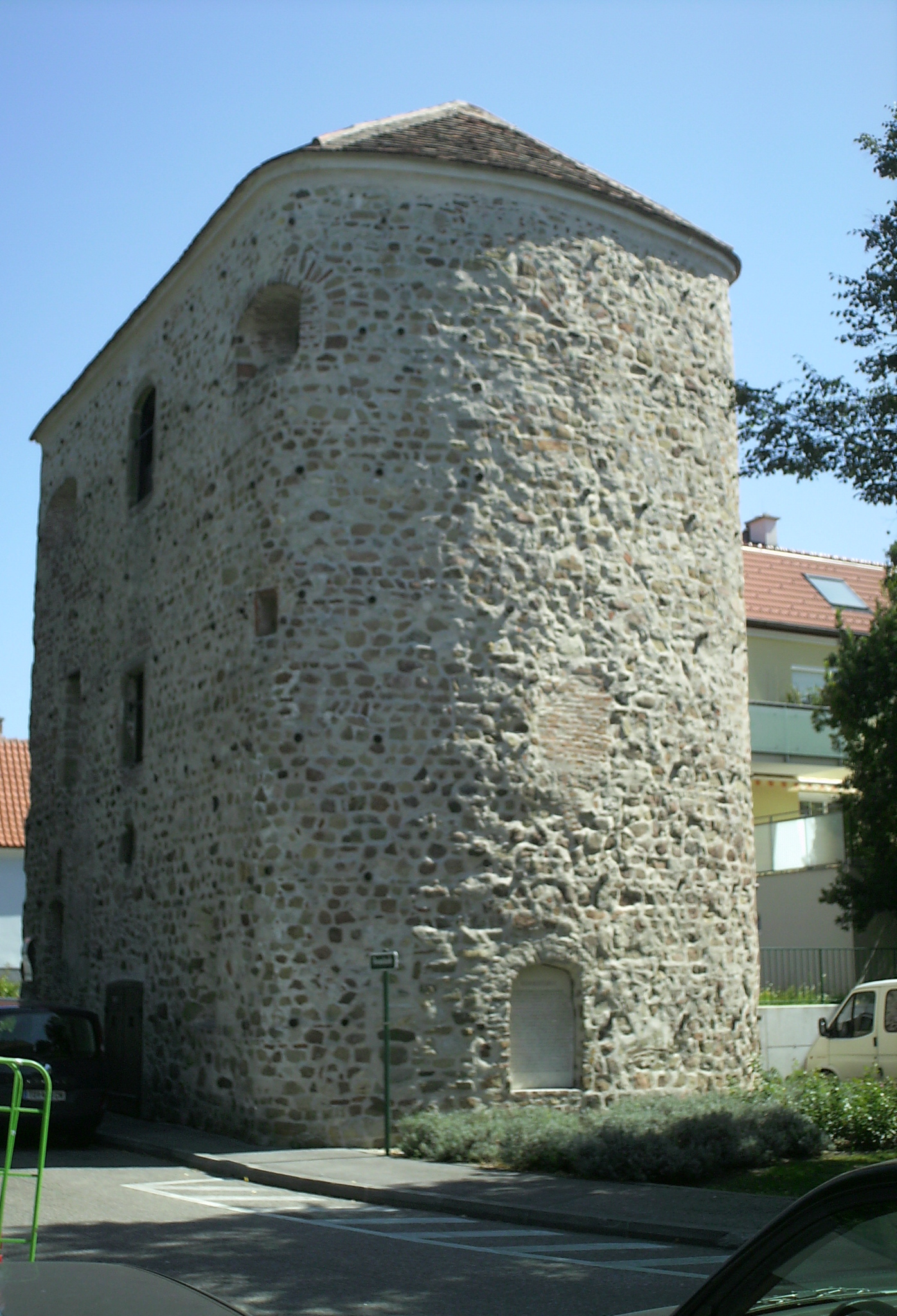
Salzturm in Tulln/NÖ, der ehemalige westliche Hufeisenturm des Kastell Comagena

Die Passauer Kastelle Boiotro und Boiodurum stellen den nördlichen Beginn des norischen Limes dar. Im Abstand von 14 Kilometer wurden Hilfskastelle Richtung Osten angelegt. Der damalige Verlauf entsprach von Linz bis Wien ungefähr der heutigen Wiener Straße (B 1). Das Kastell Zeiselmauer ist die südlichste Befestigung.
Da auch die Donau nicht immer den notwendigen Schutz bot, wurden auch am Nordufer Brückenköpfe, wie in Stillfried oder am Oberleiser Berg, gegen die Markomannen errichtet. Diese wurden aber unter Mark Aurels Sohn Commodus wieder geräumt und entlang der Donau ein sieben Kilometer breiter toter Streifen angelegt.
Die zunehmend wieder verfallenden Befestigungsanlagen wurden erst unter Kaiser Valentinian I. (364–375) wieder renoviert und den aktuellen Kampfmethoden angepasst. Mauern wurden verstärkt und Wehrgräben erneuert. Außerdem wurden Türme an die Mauern angebaut. So fand man bei Oberranna im Jahr 1960 Reste eines Wachtturmes. Diese Befestigung hielt aber nur weitere hundert Jahre. Im Jahr 488 wurde das heute österreichische Staatsgebiet geräumt. Die römischen Befestigungen am Unterlauf der Donau wurden auch danach wiederholt instand gesetzt, vor allem unter Anastasios I. und Justinian I. Sie dienten letztmals während der Balkanfeldzüge des Maurikios und auch unter seinem Nachfolger Phokas als Basis für größere militärische Operationen und wurden teilweise noch bis zum Einfall der Protobulgaren 679 auf das Gebiet der Provinz Moesia secunda gehalten.
Erhalten sind noch einzelne Wehrtürme in Bacharnsdorf in Niederösterreich, in Mautern (Favianis) und in Traismauer (Augustiana). Auch in Tulln und Zeiselmauer gibt es noch erhaltene Reste. Im Kürnberger Wald nahe Linz existieren Reste einer Ruine eines Wachturmes aus römischer Zeit.
Siehe auch: Liste der Kastelle in Noricum und Oberpannonien

## Limes in Oberpannonien
Das Kastell Klosterneuburg war die erste Befestigung nach der Grenze zu Noricum. Als Vindobona waren in Wien römische Truppen massiert. Das älteste Kastell und Legionslager im heutigen Österreich war das von Carnuntum beim heutigen Petronell-Carnuntum. Auf slowakischem Staatsgebiet liegend, folgt bald Kastell Gerulata (Rusovce). Weitere Befestigungen lagen am rechten Flussufer auf heutigem ungarischem Hoheitsgebiet, wie das Legionslager Brigetio (Komárom-Szőny). Diesem gegenüber lag auf slowakischem Hoheitsgebiet das Kastell Kelemantia.
Siehe auch:
- Liste der Kastelle in Noricum und Oberpannonien
- Liste der Limeskastelle in Ungarn

## Limes in Niederpannonien

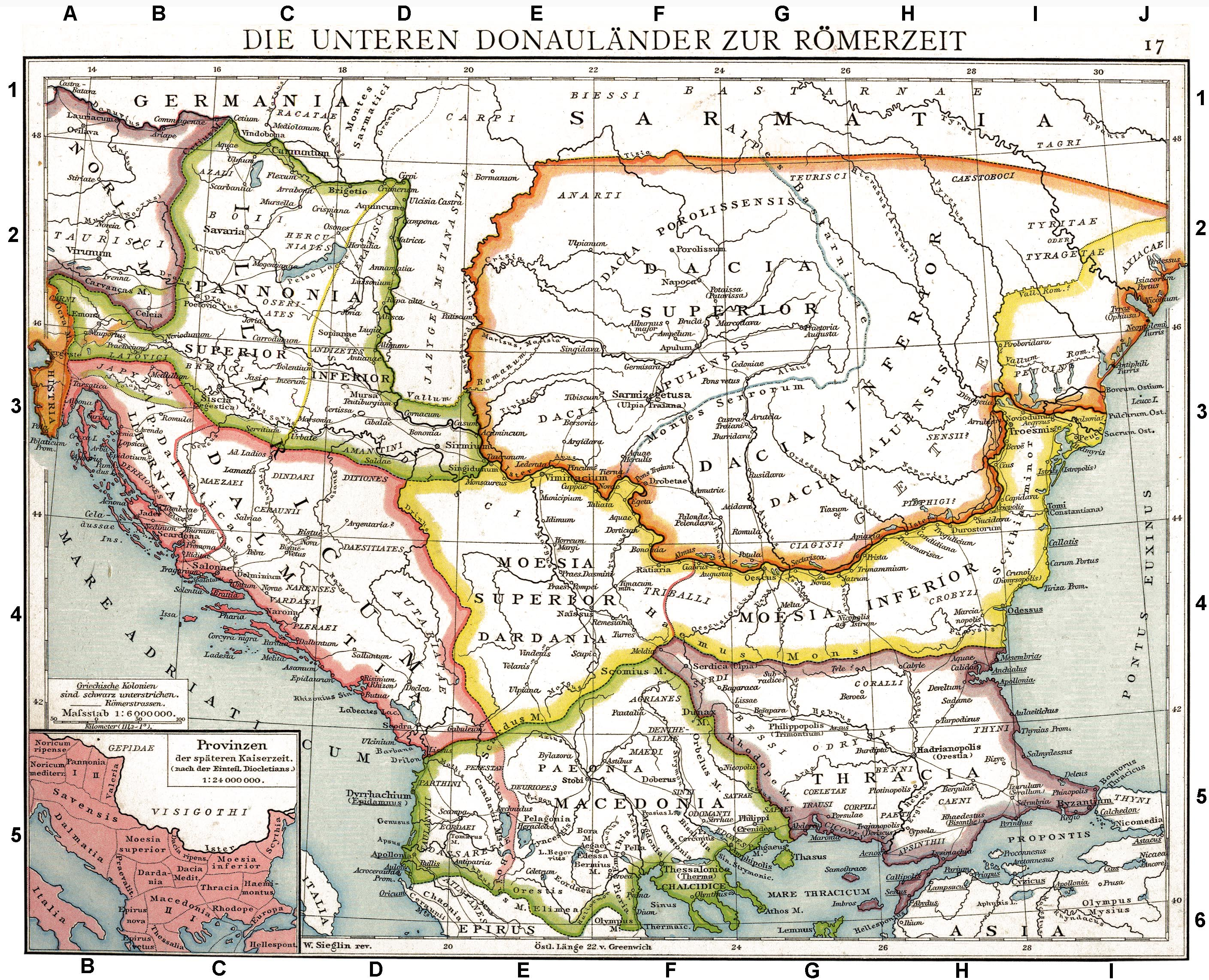
Die römischen Provinzen entlang der Donau

Der untere Donau-Limes und der nördliche Balkan im 6. Jahrhundert. Angezeigt sind die Provinzen, Hauptsiedlungen, und Heerstraßen

An der unteren Donau, zwischen dem heutigen Bulgarien und Rumänien, wurde während der Herrschaft von Kaiser Tiberius im 1. Jahrhundert auf der rechten (bulgarischen) Seite die Untere Donaustraße gebaut (englisch Low Danubian Road), eine Römerstraße.
Römische Militärlager (Kastelle), kleinere Garnisonen und Wachtürme wurden zu beiden Seiten der Donau errichtet. Ebenso wurden zivile Siedlungen, überwiegend für Veteranen und ehemalige Legionäre, gebaut. Folgende römischen Garnisonen waren die ersten, die im 1. Jahrhundert an der unteren Donau errichtet wurden:
- Augustae (in der Nähe des Dorfes Hurlets)
- Valeriana (in der Nähe des Dorfes Dolni Vadin)
- Variana (in der Nähe des Dorfes Leskowez)
- Almus (in der Nähe der Stadt Lom)
- Regianum (in der Nähe der Stadt Kosloduj)

Die meisten Befestigungen lagen am rechten Flussufer auf heutigem ungarischem Hoheitsgebiet, wie das Legionslager Aquincum (Budapest). Ein kurzer Abschnitt ist heute kroatisches Staatsgebiet.
Siehe auch:
- Liste der Limeskastelle in Ungarn
- Liste der Limeskastelle in Kroatien und Serbien

## Limes in Obermösien (Moesia Superior)
Folgende Legionslager sicherten den „nassen Limes“ in diesem Bereich ab:
- Singidunum (Belgrad, Serbien)
- Viminatium (Kostolac)
- Aquae (Prahovo, Bulgarien)
- Ratiaria (in der Nähe des Dorfes Artschar)

Siehe auch: Liste der Kastelle am moesischen Limes

## Limes in Niedermösien (Moesia Inferior)
Im untersten Teil des Donaulimes liegen die Truppenlager Oescus (jetzt Gigen),
Novae (Swischtow), Durostorum (Silistra) auf bulgarischem Hoheitsgebiet sowie Troesmis (jetzt Kreis Tulcea) im heutigen Rumänien. Die Befestigungen sichern die Grenze bis zum Donaudelta und ihrer Mündung ins Schwarze Meer.
Siehe auch: Liste der Kastelle am moesischen Limes

## UNESCO-Welterbe
Zum 1. Februar 2018 wurde ein gemeinsamer Antrag Deutschlands, Österreichs, der Slowakei und Ungarns eingereicht, um den Donaulimes in die Welterbeliste aufzunehmen. Eine Entscheidung sollte im Juli 2019 fallen, ob der Donaulimes als UNESCO-Welterbe anerkannt wird. Der Weltdenkmalrat, der das Welterbekomitee berät, hat diese Stätte zur Aufnahme in die Liste empfohlen. Doch die ungarische Regierung scherte kurzfristig aus dem Anerkennungsprozess aus, da sie nun wünschte, dass die Überreste der römischen Stadt Aquincum im Norden von Budapest aus dem Welterbe ausgeklammert werden sollten. Damit wurde die Bewerbung für alle Teilnehmer hinfällig. Nach einer Überarbeitung des Vertragswerks sollte der Prozess 2021 wiederholt werden, doch erneut blockierte die Regierung Orban in Ungarn kurz vor dem Abschluss des Anerkennungsverfahrens die Aufnahme des Donaulimes in die Welterbestätten.
Am 30. Juli 2021 entschied das Welterbekomitee der UNESCO, einen im heutigen Deutschland, in Österreich und in der Slowakei gelegenen Abschnitt des Donaulimes unter der Bezeichnung Grenzen des Römischen Reichs – Donaulimes (westliches Segment) in die Liste der Welterbestätten aufzunehmen. Der ungarische Abschnitt des Donaulimes bleibt vorerst ausgeklammert, weil Ungarn sich aus der zunächst gemeinsam mit Deutschland, Österreich und der Slowakei eingereichten Bewerbung zurückgezogen hatte.
Dies hat zur Folge, dass die Welterbestätte statt 175 nur noch 77 Elemente enthält.
Der östliche Teil des Donaulimes auf dem Gebiet der heutigen Nationalstaaten Bulgarien, Kroatien, Rumänien und Serbien wird ebenfalls im Rahmen eines gemeinsamen Bewerbungsprozesses von diesen Ländern nominiert; die jeweiligen Abschnitte wurden hierzu inzwischen in die nationalen Tentativlisten aufgenommen.